# Elements (álbum de Santamaria)
Elements é o oitavo álbum de estúdio da banda portuguesa Santamaria.

Contém 13 faixas, incluindo uma remistura. Foi lançado em 2007 através a editora Espacial, contando com a produção de Tony Lemos, Lucas Jr. e Luís Marante.
Com este álbum assume-se a integração de Lucas Júnior ou DJ Lucana como sexto elemento da banda.
Deste trabalho, 3 temas ("Eu quero saber (se sou amor ou ilusão)", "Por um mundo melhor (vamos lutar)" e "Lágrimas de amor (esquecidas)") foram escolhidos para integrar o primeiro álbum ao vivo da banda 10 Anos - Ao Vivo, lançada em 2008 pela Espacial.
Este trabalho entrou, em pleno Verão de 2007, directamente para o 10º lugar do Top Oficial da AFP, a tabela semanal dos 30 álbuns mais vendidos em Portugal, chegando na semana seguinte à 6ª posição, o seu lugar cimeiro, saindo da tabela ao fim de sete semanas.

## Faixas
1. "Eu quero saber (se sou amor ou ilusão)" (Tony Lemos, Lucas Jr.) - 3:25
2. "Por um mundo melhor (vamos lutar)" (Tony Lemos, Lucas Jr.) - 3:48
3. "Vou mudar (por ti)" (Tony Lemos, Lucas Jr.) - 4:05
4. "Lágrimas de amor (esquecidas)" (Tony Lemos, Lucas Jr.) - 3:39
5. "Eu sei (que te quero)" (Eduardo Azevedo, Tony Lemos, Lucas Jr. / Luís Marante) - 3:54
6. "Tu és minha vida (eu sei)" (Eduardo Azevedo, Tony Lemos, Lucas Jr. / Tony Lemos, Lucas Jr.) - 3:34
7. "No frio do meu corpo" (Tony Lemos, Lucas Jr. / Luís Marante) - 3:48
8. "Em ti, quero estar" (Tony Lemos, Lucas Jr.) - 4:01
9. "Não quero mais fugir (de ti)" (Tony Lemos, Lucas Jr.) - 3:34
10. "Como se voasse (nas asas brancas de um anjo)" (Eduardo Azevedo, Tony Lemos, Lucas Jr. / Tony Lemos, Lucas Jr.) - 3:51
11. "Foste magia (em mim)" (Tony Lemos, Lucas Jr.) - 4:07
12. "O tempo passa (em mim)" (Tony Lemos, Lucas Jr. / Luís Marante) - 3:45
13. "Eu quero saber (se sou amor ou ilusão)" (Summer Jump Mix) (Tony Lemos, Lucas Jr.) - 5:22